# 杜塞道夫繪畫學校
杜塞道夫繪畫學校（德語：Düsseldorfer Malerschule），也稱作杜塞道夫畫派（德語：Düsseldorfer Schule），是指一群在杜塞道夫藝術學院授教及受教的畫家們。在1830至1840年代間，杜塞道夫藝術學院是由威廉·馮·沙多所領導。

## 關於杜塞道夫畫派
杜塞爾多夫畫派的作品以精細而奇幻的風景為特點，通常在風景中加入宗教或寓言故事。杜塞道夫畫派的主要成員提倡“外光主義畫法”，並且傾向於調色盤使用相對柔和甚至均勻顏色。杜塞爾多夫學派源自德國浪漫主義，並且是也浪漫主義運動的一部分。杜塞道夫繪畫學校的主要成員包括馮·沙多、卡爾·弗里德里希·萊辛、約翰·威廉·席爾默、安德烈亞斯·阿肯巴赫、漢斯·古德、阿道夫·蒂德曼、奧斯華·阿肯巴赫、Adolf Schrödter。
杜塞道夫繪畫學校對美國哈德遜河派產生了重大影響，許多著名美國畫家在杜塞道夫藝術學院接受培訓，並受影響於杜塞道夫繪畫學校的影響，包括喬治·凱勒·賓漢、大衛·愛德華·克羅寧、伊士曼·詹森、沃辛頓·魏特吉、理查·卡頓·伍德維爾、威廉·史丹利·哈瑟汀、詹姆斯·麥克道格·哈特、海倫·塞爾、威廉·莫里斯·亨特及德裔移民埃瑪紐埃爾·洛伊茨。阿爾伯特·比爾施塔特起初也申請了，但未被接受。而後來再次申請後，他的朋友魏特吉成為了他的老師。

## 著名藝術家

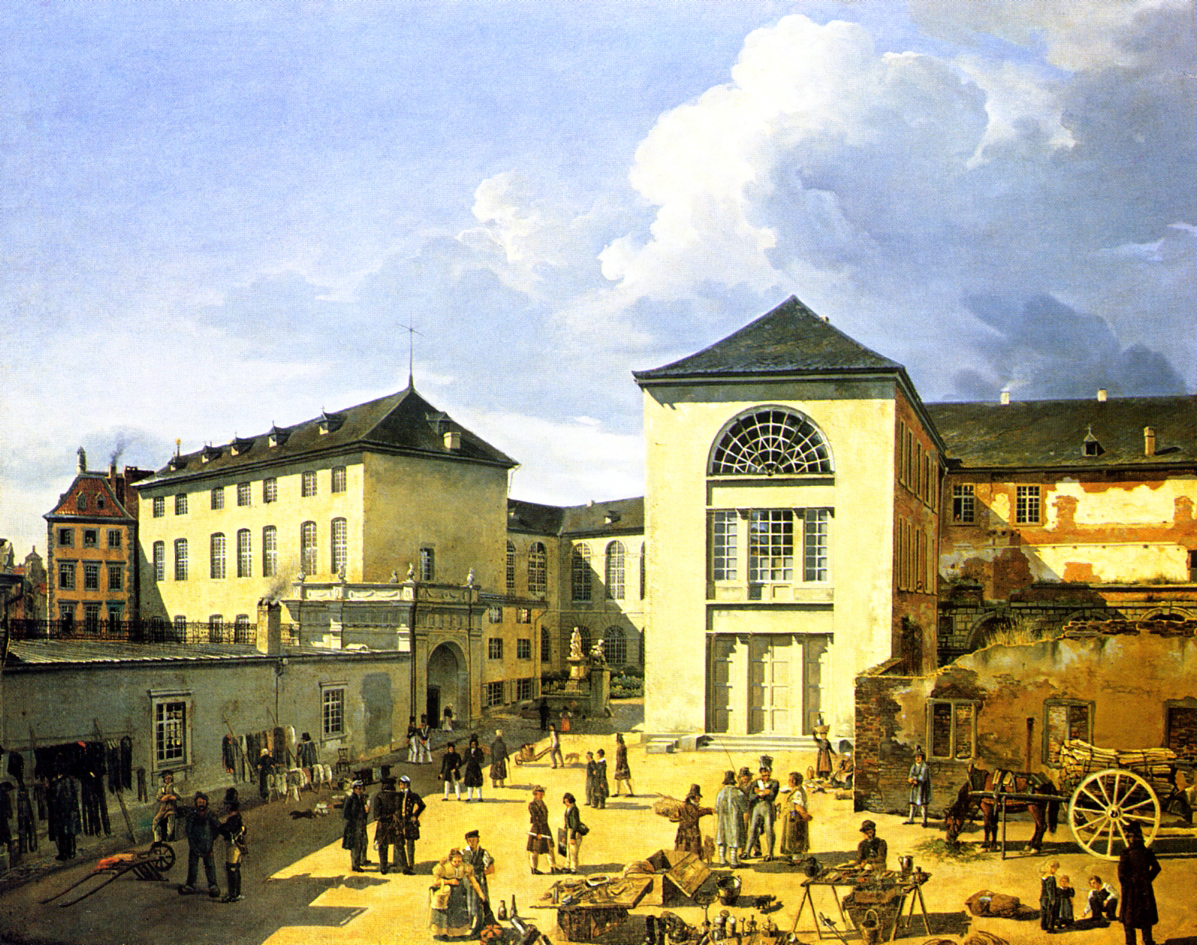
舊杜塞道夫藝術學院，安德烈亞斯·阿肯巴赫，1831年

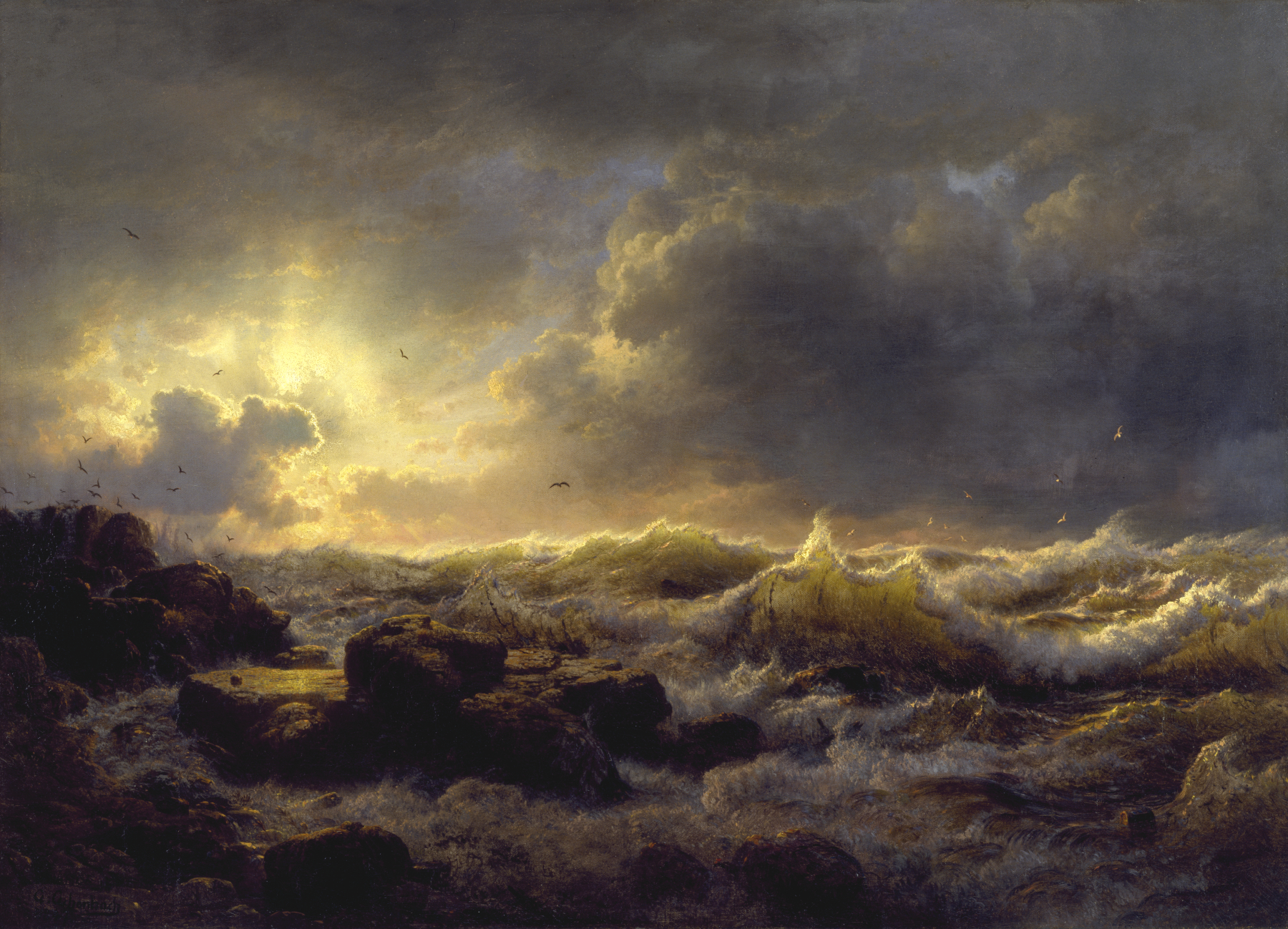
轉晴—西西里海岸，安德烈亞斯·阿肯巴赫，1847年，沃爾特斯藝術博物館

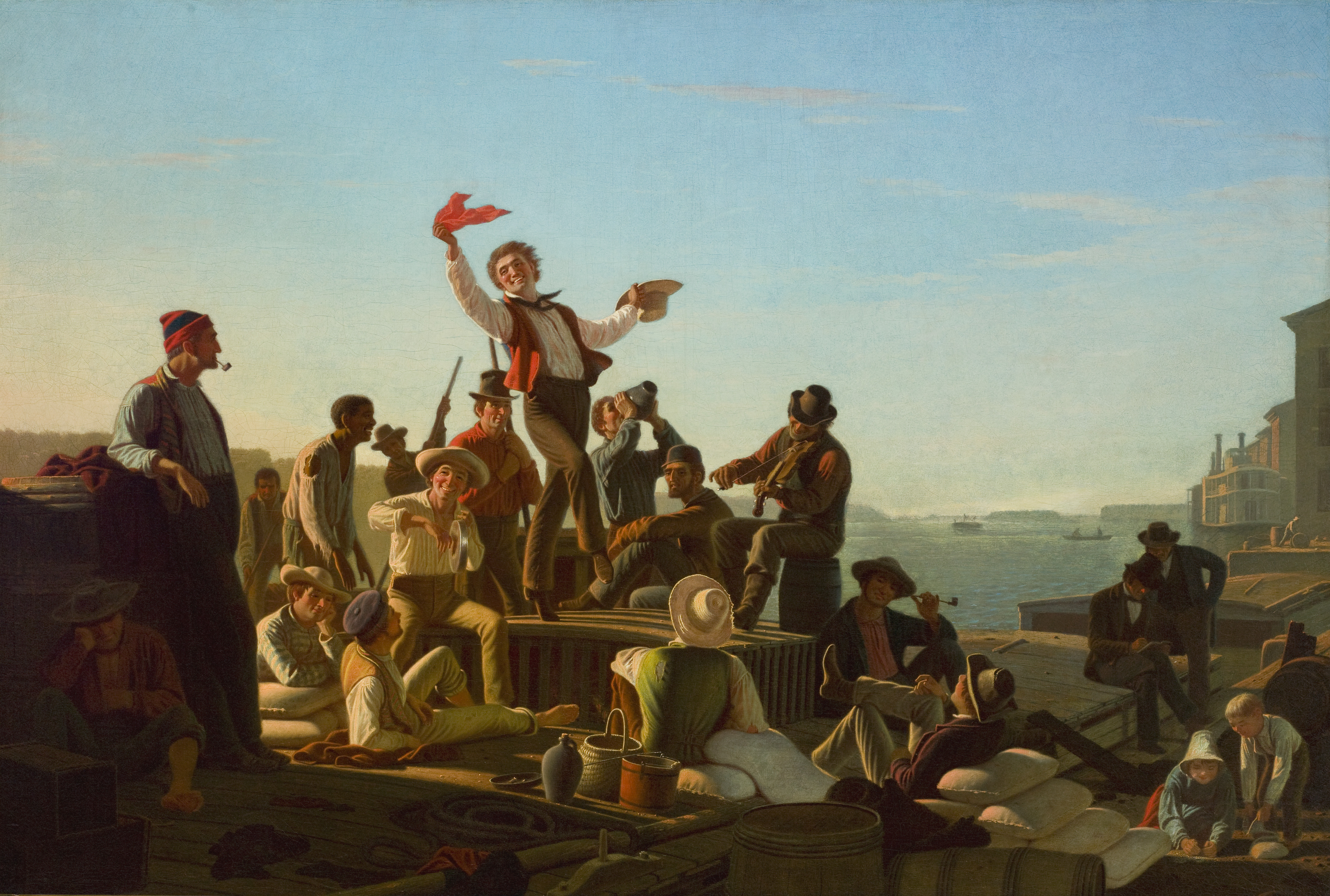
港口的快活船夫，喬治·凱勒·賓漢，1857年

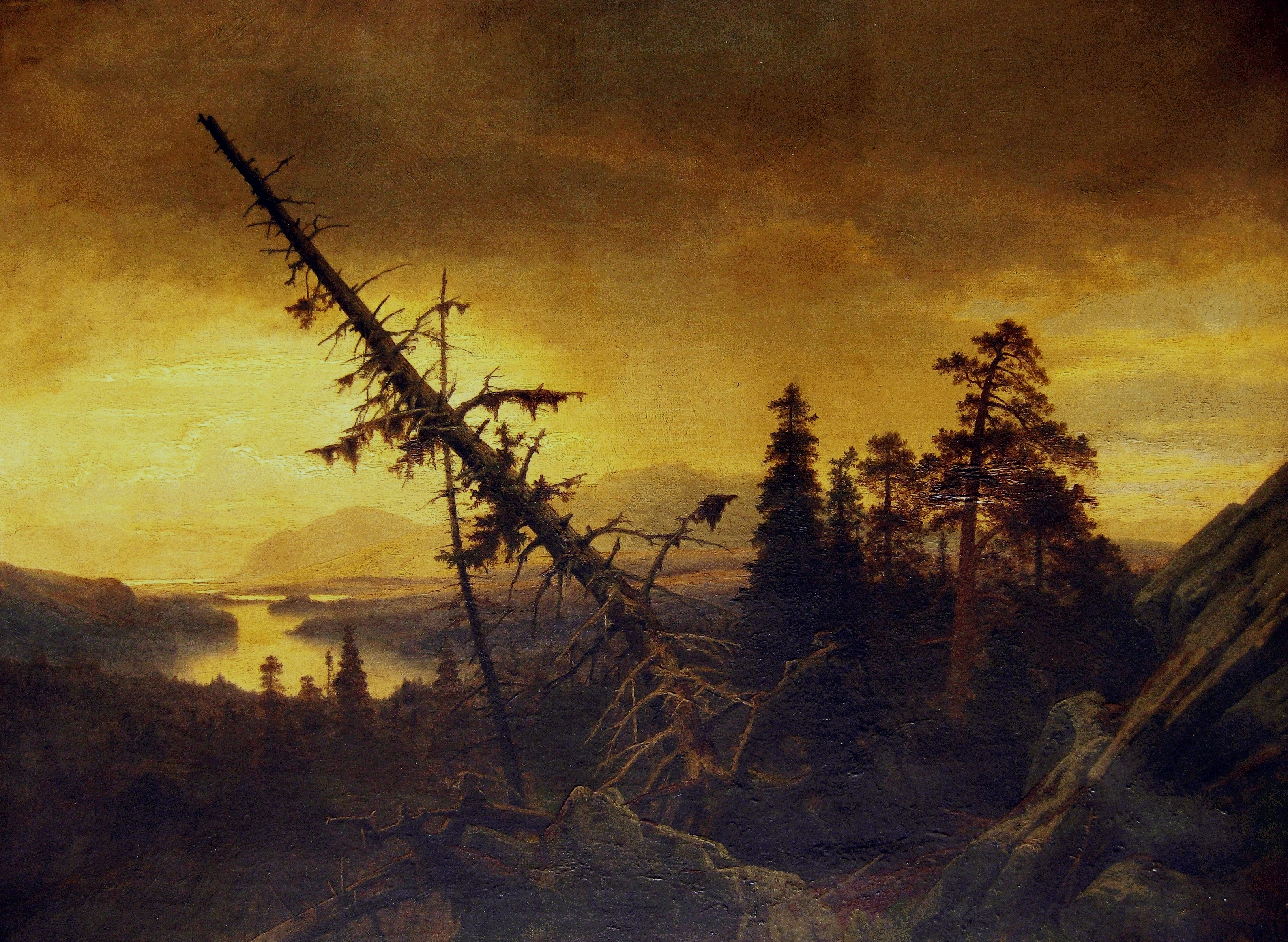
暴風雨後的寧靜，艾瑞克·博多姆，1871年

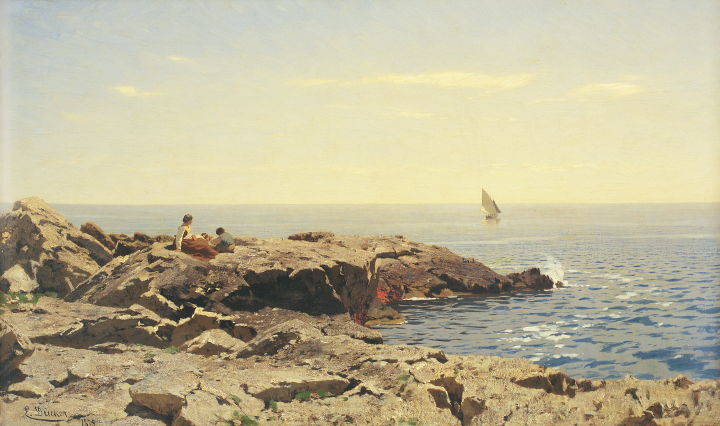
在海岸邊，尤金·杜克，1875年

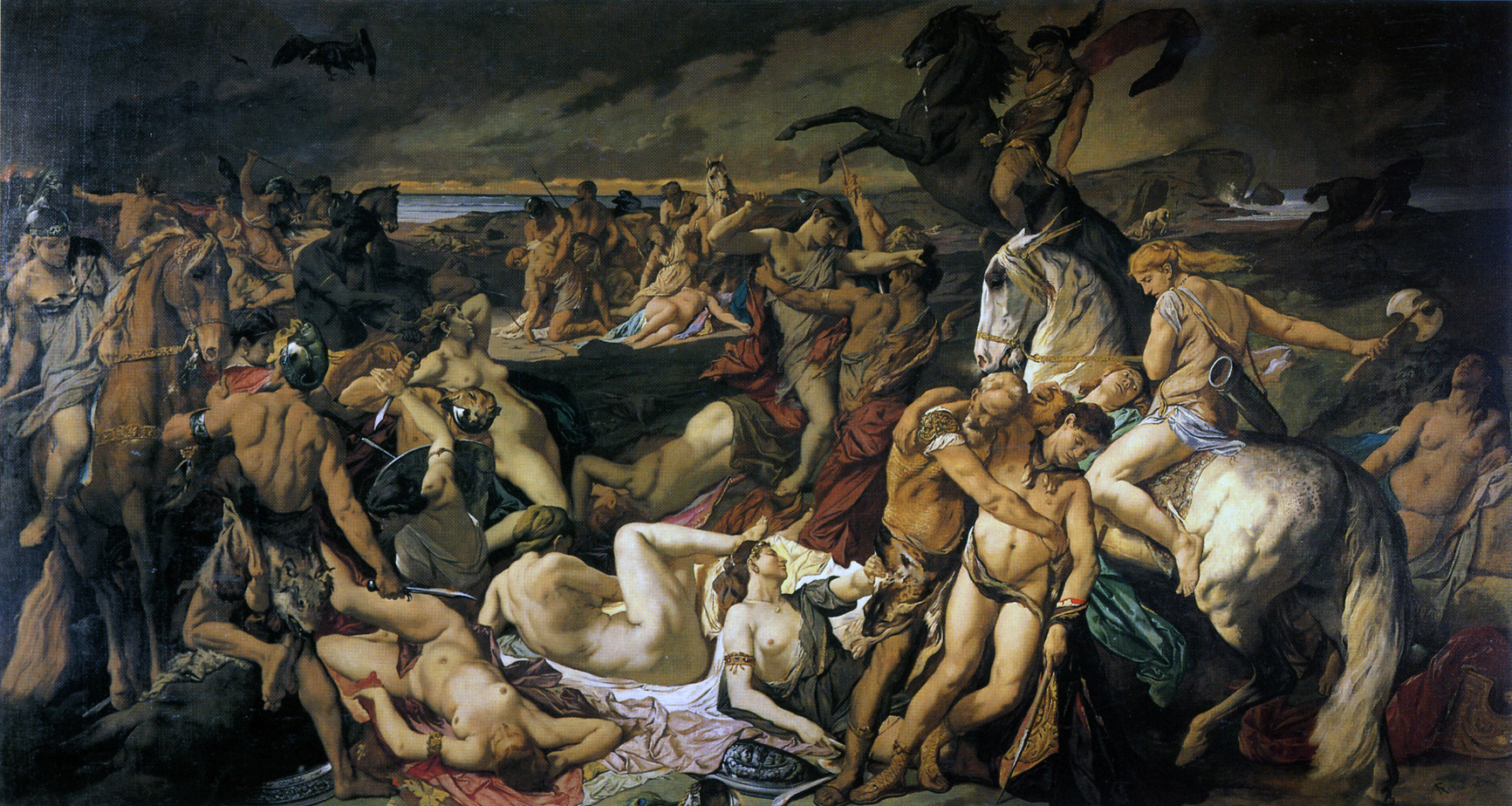
亞馬遜之役，安塞姆·費爾巴哈，1873年

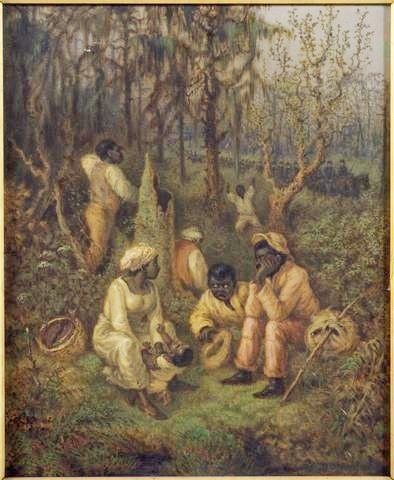
維吉尼亞大迪斯爾沼澤的逃亡奴隸，大衛·愛德華·克羅寧，1888年

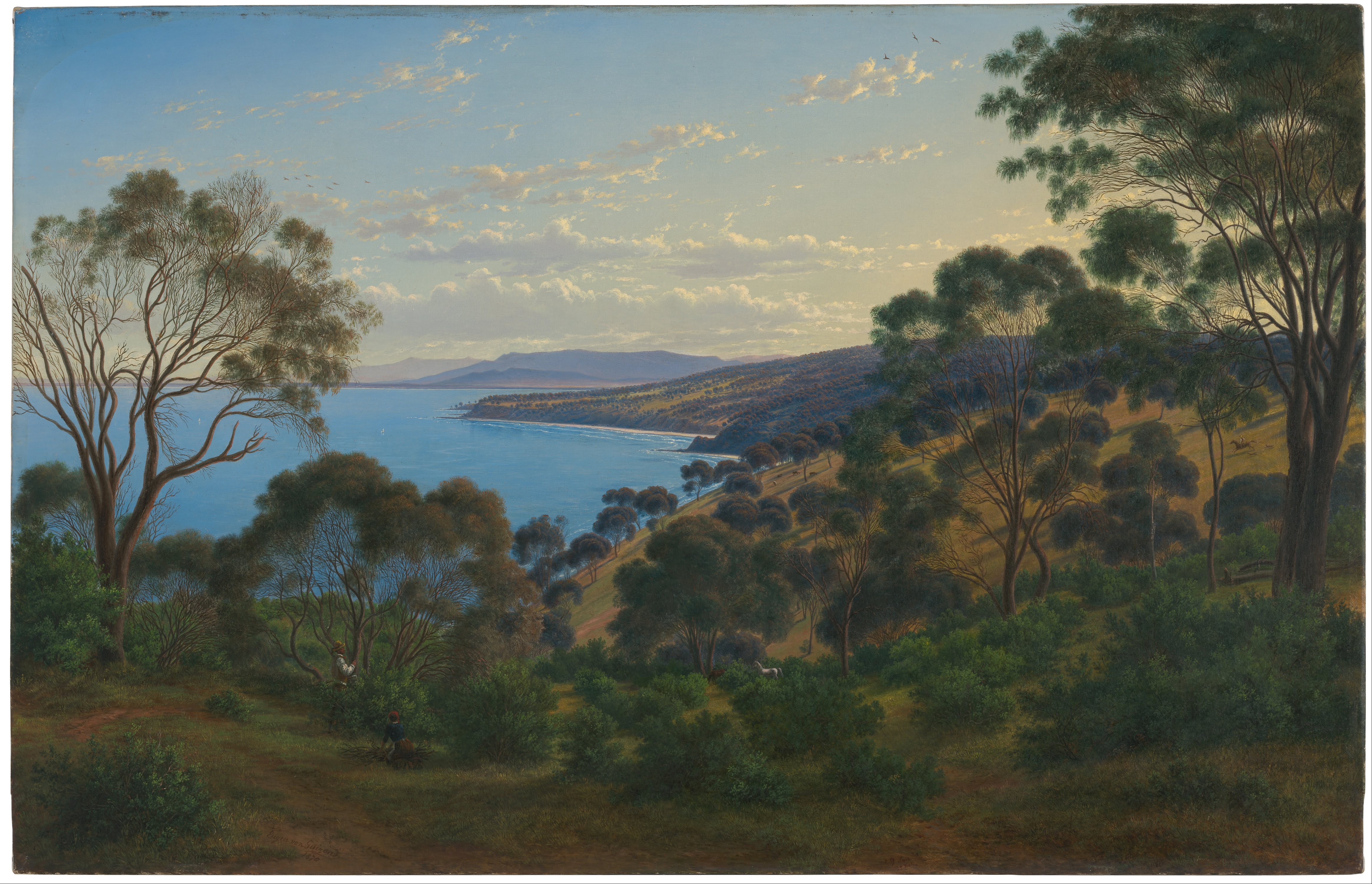
貝魯拉的丹德農山脈，尤金·馮·吉拉德，1870年

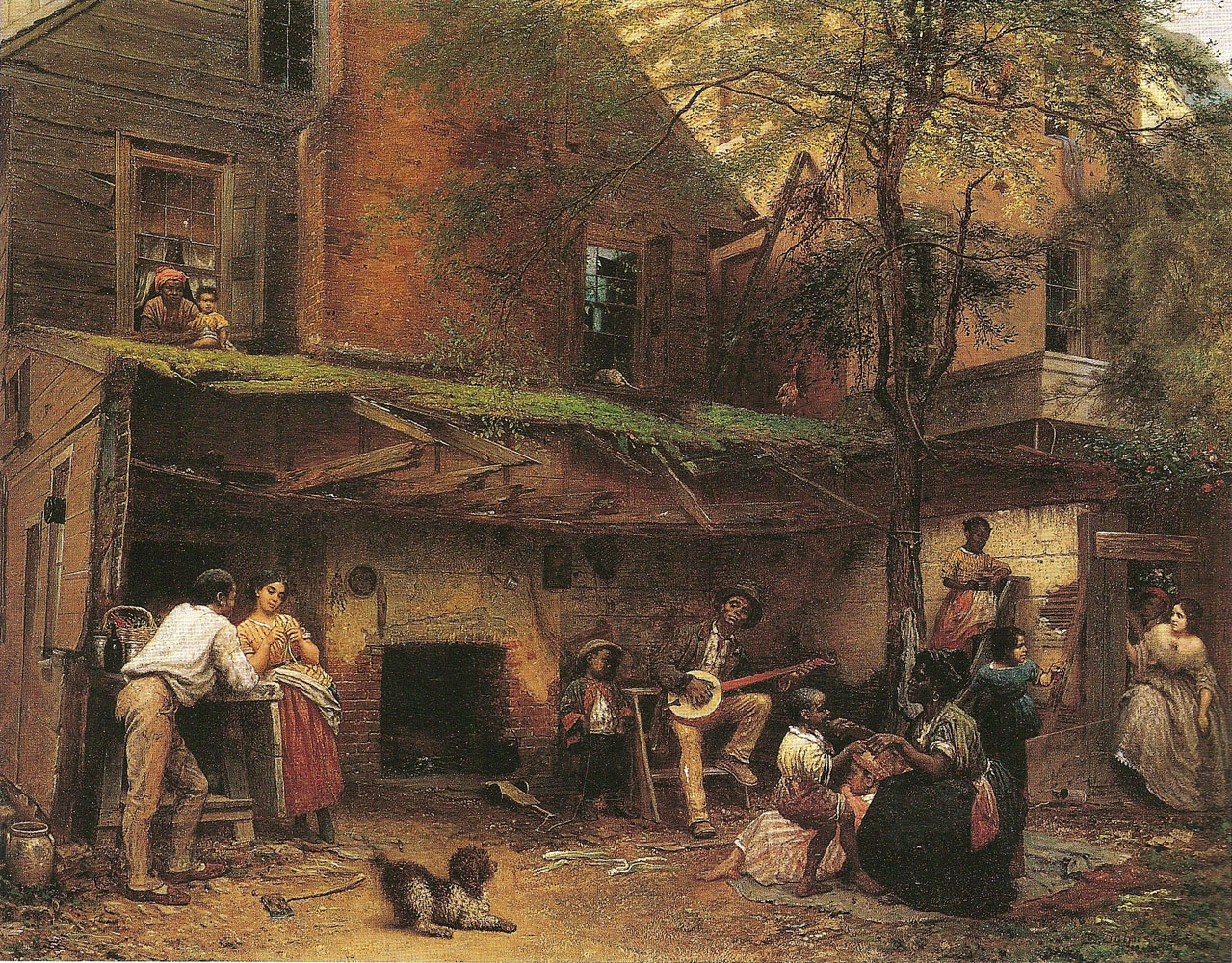
南方黑人的生活，伊士曼·詹森，1859年

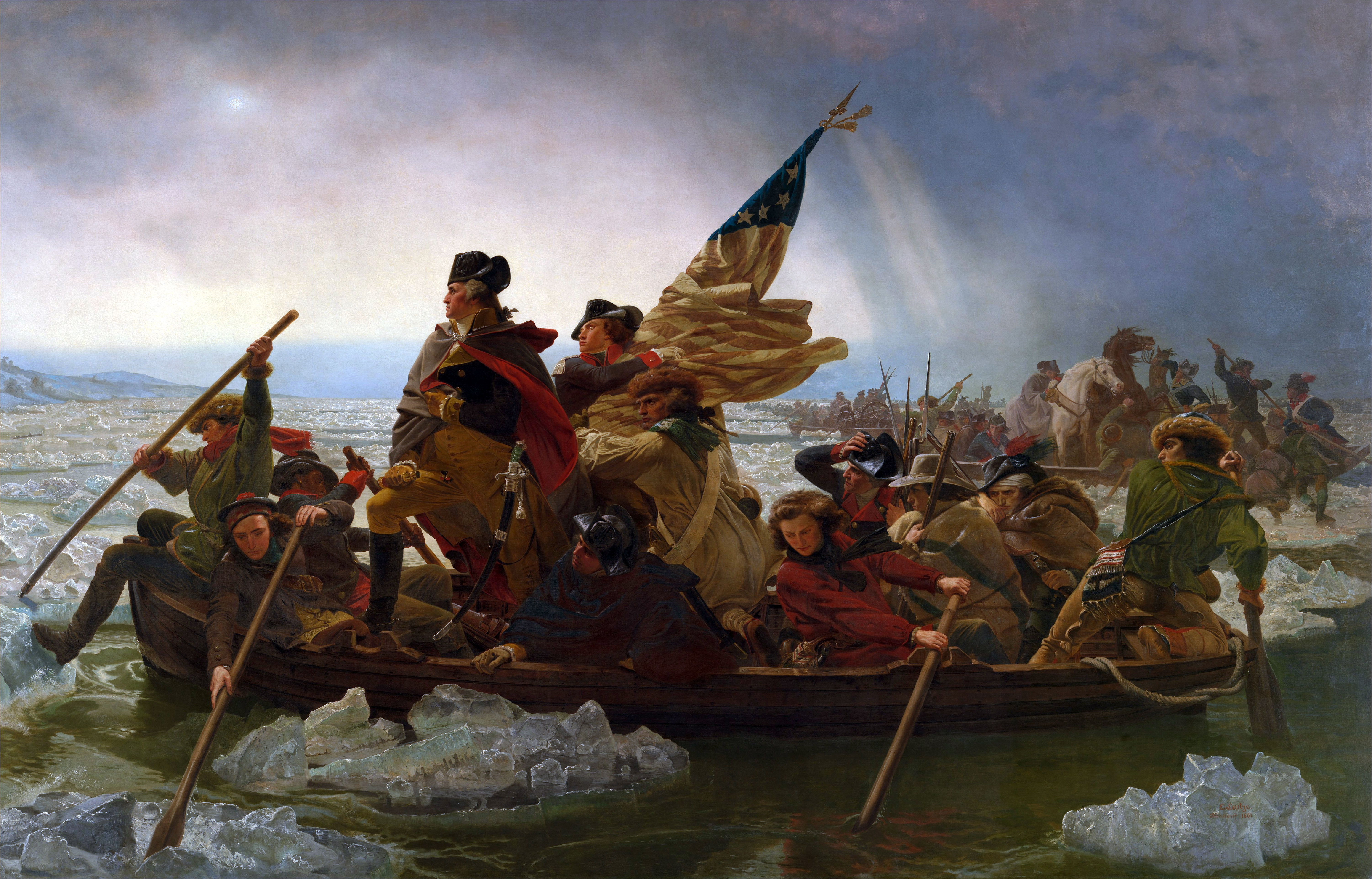
華盛頓橫渡德拉瓦河，埃瑪紐埃爾·洛伊茨，1851年

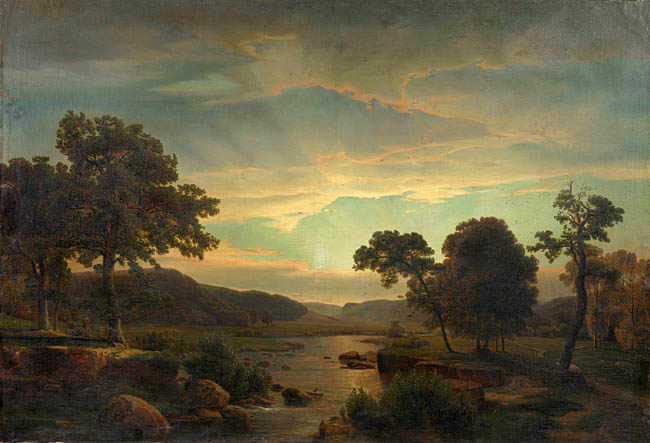
浪漫風景，卡爾·弗里德里希·萊辛

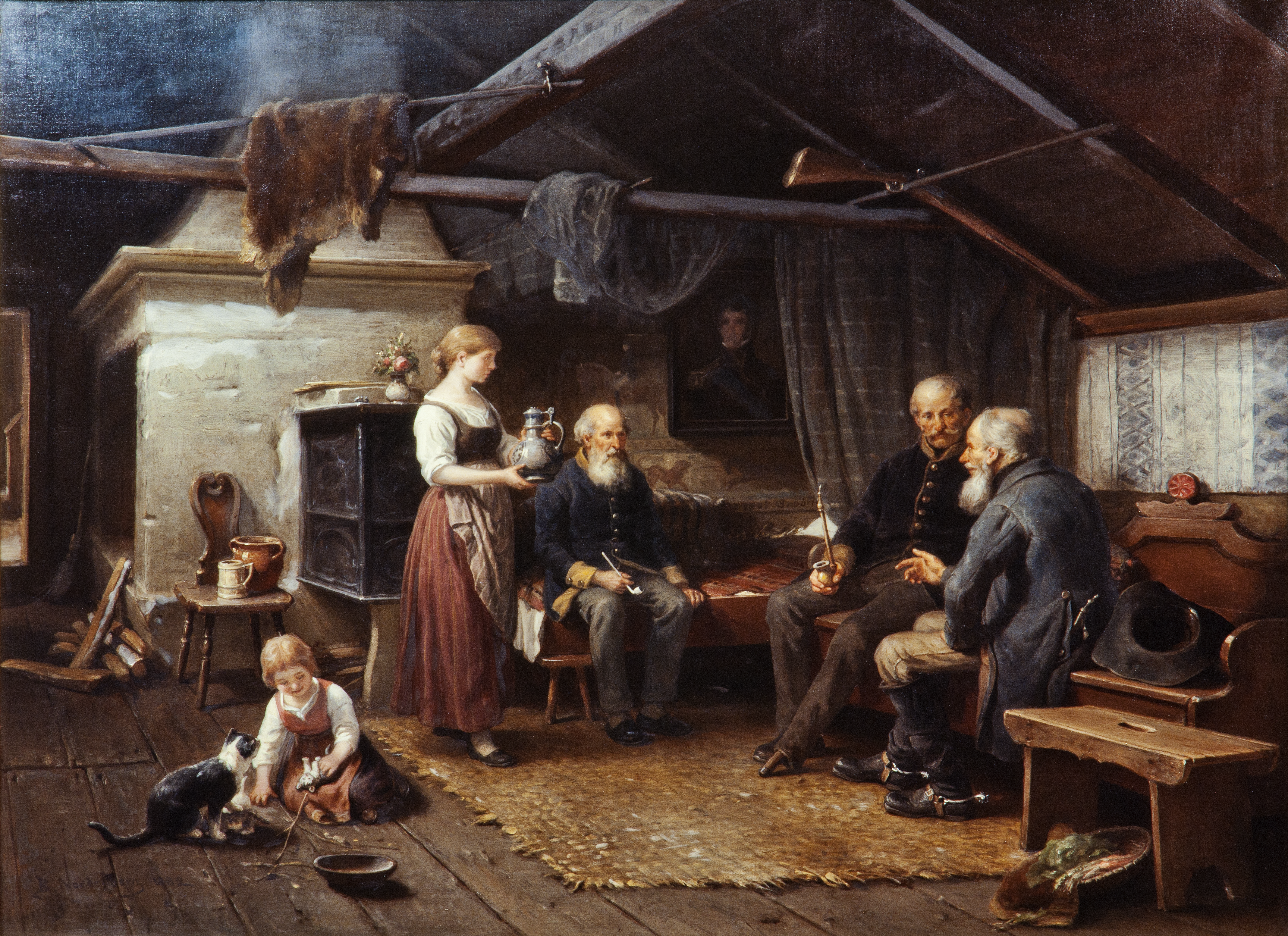
退伍軍人（往日已逝），本特·諾登伯格，1882年，哈瓦立博物館

橡樹林中的雨，伊凡·伊凡諾維奇·希施金，1891年

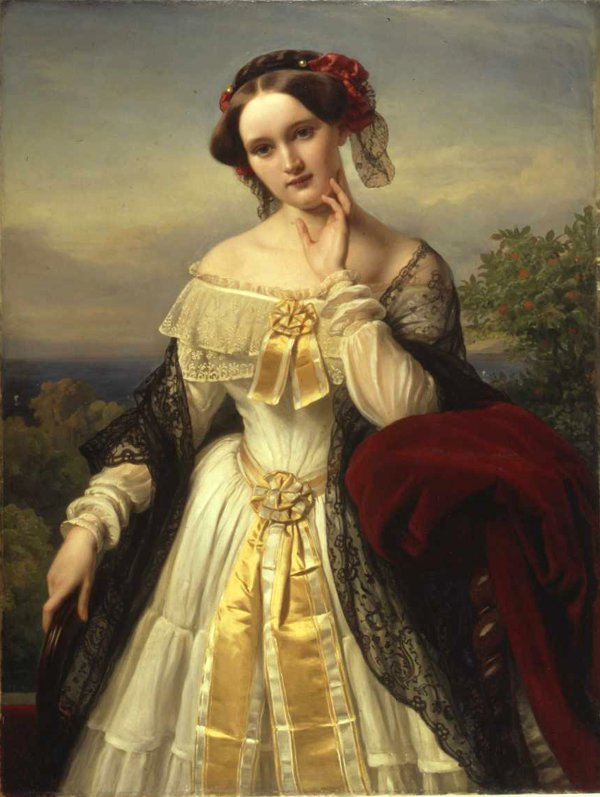
瑪蒂達・威森東克，卡爾·費迪南德·索恩，1850年

1819年至1918年間，約有4000名藝術家屬於杜塞道夫繪畫學校，包括：
（按姓氏字母排列）

### A
- 維多利亞·奧伯格（英语：Victoria Åberg）（1824年－1892）
- 安德烈亞斯·阿肯巴赫（英语：Andreas Achenbach）（1815年－1910年）
- 奧斯華·阿肯巴赫（英语：Oswald Achenbach）（1827年－1905年）
- 赫曼·安許茨（英语：Hermann Anschütz）（1802年－1880）
- 彼得·尼古拉·阿博（英语：Peter Nicolai Arbo）（1831年－1892）
- 路易斯·艾許（英语：Louis Asher）（1804年－1878）
- 安德斯·阿斯克沃德（英语：Anders Askevold）（1834年－1900）

### B
- 漢斯·馮·巴特斯（英语：Hans von Bartels）（1856年－1913年）
- 威廉·霍布魯克·比爾德（英语：William Holbrook Beard）（1823年－1900年）
- 奧古斯都·貝克（英语：August Becker）（1821年－1887年）
- 雅各·貝克（英语：Jakob Becker）（1810年－1872年）
- 彼得·貝倫斯（1868年－1940年）
- 岡納·伯格（英语：Gunnar Berg）（1863年－1893年）
- 魯道夫·伯克麥爾（英语：Ludolph Berkemeier）（1864年－1931年）
- 愛德華·拜爾（英语：Edward Beyer）（1820年－1865年）
- 阿爾伯特·比爾施塔特（1830年－1902年）
- 喬治·凱勒·賓漢（英语：George Caleb Bingham）（1811年－1879年）
- 格奧格·布萊楚（英语：Georg Bleibtreu）（1828年－1892年）
- 阿諾德·勃克林（1827年－1901年）
- 艾瑞克·博多姆（英语：Erik Bodom）（1829年－1879年）
- 弗里德里希·博澤（英语：Friedrich Boser）（1809年－1881年）
- 奧古斯都·布羅梅斯（英语：August Bromeis）（1813年－1881年）
- 威廉·布希（1832年－1908年）
- 安東·巴特勒（英语：Anton Bütler）（1819年－1874年）
- 約瑟夫·尼克拉斯·巴特勒（英语：Joseph Niklaus Bütler）（1822年－1885年）

### C
- 亞歷山大·卡拉姆（英语：Alexandre Calame）（1810年－1864年）
- 威廉·康普豪森（英语：Wilhelm Camphausen）（1818年－1885年）
- 奧古斯特·卡佩倫（英语：August Cappelen）（1827年－1852年）
- 古斯塔夫·科德斯多姆（英语：Gustaf Cederström）（1845年－1933年）
- 范妮·丘伯格（英语：Fanny Churberg）（1845年－1892年）
- 約翰·威廉·科德斯（英语：Johann Wilhelm Cordes）（1824年－186年）
- 彼得·馮·柯內留斯（1783年－1867年）
- 路德維希·德·庫德爾（英语：Ludwig des Coudres）（1820年－1878年）
- 歐內斯特·克羅夫茨（英语：Ernest Crofts）（1847年－1911年）
- 喬治·海因里希·克羅拉（英语：Georg Heinrich Crola）（1804年－1879年）
- 大衛·愛德華·克羅寧（英语：David Edward Cronin）（1839年－1925年）

### D
- 漢斯·達爾（英语：Hans Dahl）（1849年－1937年）
- 恩斯特·狄格（英语：Ernst Deger）（1809年－1885年）
- 安東·迪崔奇（英语：Anton Dietrich）（1833年－1904年）
- 尤金·杜克（英语：Eugen Dücker）（1841年－1916年）

### E
- 亞當·艾伯勒（英语：Adam Eberle）（1804年－1832年）
- 瑪麗·艾格納（英语：Marie Egner）（1850年－1940年）

### F
- 約瑟夫·費伊（英语：Joseph Fay）（1813年－1875年）
- 安塞姆·費爾巴哈（英语：Anselm Feuerbach）（1829年－1880年）
- 阿爾伯特·佛拉姆（英语：Albert Flamm）（1823年－1906年）
- 阿諾德·佛斯特曼（英语：Arnold Forstmann）（1842年－?）
- 弗里德里希·瑞特·馮·弗瑞蘭德-瑪海姆（英语：Friedrich Ritter von Friedländer-Malheim）（1825年－1901年）
- 貝恩哈德·弗里斯（英语：Bernhard Fries）（1820年－1879年）
- 奧托·弗勒利歇爾（英语：Otto Frölicher）（1840年－1890年）

### G
- 尤利烏斯·紀爾茲（英语：Julius Geertz）（1837年－1902年）
- 桑福德·羅賓遜·吉福德（英语：Sanford Robinson Gifford）（1823年－1880年）
- 漢斯·古德（英语：Hans Gude）（1825年－1903年）
- 尤金·馮·吉拉德（英语：Eugene von Guerard）（1811年－1901年）

### H
- 阿斯塔·漢斯汀（英语：Aasta Hansteen）（1824年－1908年）
- 詹姆斯·麥克道格·哈特（英语：James McDougal Hart）（1828年－1901年）
- 威廉·史丹利·哈瑟汀（英语：William Stanley Haseltine）（1835年－1900年）
- 約翰·彼得·哈森克萊佛（英语：Johann Peter Hasenclever）（1810年－1853年）
- 拉斯·赫特維格（英语：Lars Hertervig）（1830年－1902年）
- 喬治·赫澤爾（英语：George Hetzel）（1826年－1899年）
- 赫曼·奧托馬·赫佐格（英语：Hermann Ottomar Herzog）（1832年－1932年）
- 狄奧多·希德布蘭特（英语：Theodor Hildebrandt）（1804年－1874年）
- 勞勃·亞歷山大·希靈福特（英语：Robert Alexander Hillingford）（1828年－1904年）
- 貝恩哈德·霍特格（英语：Bernhard Hoetger）（1874年－1949年）
- 奧斯卡·霍夫曼（英语：Oskar Hoffmann (painter)）（1851年－1912年）
- 阿道夫·霍恩斯坦（英语：Adolfo Hohenstein）（1854年－1928年）
- 尤利烏斯·胡布納（英语：Julius Hübner）（1806年－1882年）
- 埃米爾·亨頓（英语：Emil Hünten）（1827年－1902年）
- 威廉·莫里斯·亨特（1824年－1879年）
- 奧托·胡普（英语：Otto Hupp）（1859年－1949年）

### I
- 佛朗茲·伊滕巴赫（英语：Franz Ittenbach）（1813年－1879年）

### J
- 奧托·萊因霍德·雅各比（英语：Otto Reinhold Jacobi）（1812年－1901年）
- 伊麗莎白·傑里紹-鮑曼（英语：Elisabeth Jerichau-Baumann）（1819年－1881年）
- 奧古斯都·傑恩伯格（英语：August Jernberg）（1826年－1896年）
- 伊士曼·詹森（英语：Eastman Johnson）（1824年－1906年）

### K
- 亞瑟·卡夫（德语：Arthur Kampf）（1864年－1950年）
- 威廉·馮·考巴赫（德语：Wilhelm von Kaulbach）（1805年－1874年）
- 威廉·基思（德语：William Keith）（1838年－1911年）
- 凱薩·克雷恩（德语：César Klein）（1876年－1954年）
- 朱利安·克雷恩·馮·迪波德（德语：Julian Klein von Diepold）（1868年－1947年）
- 路德維希·克瑙斯（德语：Ludwig Knaus）（1829年－1910年）
- 海因里希·克里斯多福·科爾貝（德语：Heinrich Christoph Kolbe）（1771年－1836年）
- 魯道夫·科勒（德语：Rudolf Koller）（1828年－1905年）
- 尤利烏斯·克龍貝格（德语：Julius Kronberg）（1850年－1921年）

### L
- 安茲·萊克瑪（英语：Ants Laikmaa）（1860年－1942年）
- 馬庫斯·拉森（英语：Marcus Larson）（1825年－1864年）
- 威廉·萊姆布魯克（1881年－1919年）
- 卡爾·弗里德里希·萊辛（英语：Karl Friedrich Lessing）（1808年－1880年）
- 埃瑪紐埃爾·洛伊茨（1816年－1868年）
- 布魯諾·利耶福斯（英语：Bruno Liljefors）（1860年－1939年）
- 阿瑪利亞·林德格倫（英语：Amalia Lindegren）（1814年－1891年）
- 喬治·盧克斯（英语：George Luks）（1867年－1933年）

### M
- 奧古斯特·馬克（1887年－1914年）
- 弗里茨·麥肯森（英语：Fritz Mackensen）（1866年－1953年）
- 奧古斯都·馬姆斯特倫（英语：August Malmström）（1829年－1901年）
- 加里·梅爾徹斯（英语：Gari Melchers）（1860年－1932年）
- 卡羅·門塞（英语：Carlo Mense）（1886年－1965年）
- 約翰·喬治·邁耶（英语：Johann Georg Meyer）（1813年－1886年）
- 奧托·莫德森Otto Modersohn（英语：奧托·莫德森Otto Modersohn）（1865年－1943年）
- 海因里希·穆克（英语：Heinrich Mücke）（1806年－1891年）
- 安德烈亞斯·穆勒（英语：Andreas Müller (painter)）（1811年－1890年）
- 莫頓·繆勒（英语：Morten Müller）（1828年－1911年）
- 保羅·繆勒-卡姆夫（英语：Paul Müller-Kaempff）（1861年－1941年）
- 米哈伊·蒙卡奇（英语：Mihály Munkácsy）（1844年－1900年）
- 路德維希·蒙特（英语：Ludvig Munthe）（1841年－1896年）

### N
- 阿瑪迪斯·尼爾森（英语：Amaldus Nielsen）（1838年－1932年）
- 威廉·狄奧多·諾肯（英语：Wilhelm Theodor Nocken）（1830年－1905年）
- 本特·諾登伯格（英语：Bengt Nordenberg）（1822年－1902年）
- 維多利亞·諾登斯旺（英语：Victorine Nordenswan）（1838年－1872年）
- 阿德斯汀·諾曼（1848年－1918年）
- 阿道夫·諾森（英语：Adolph Northen）（1828年－1876年）

### O
- 狄奧伯德·馮·奧爾（英语：Theobald von Oer）（1807年－1885年）

### P
- 愛德華·佩特納·馮·利希滕費爾斯（英语：Eduard Peithner von Lichtenfels）（1833年－1913年）
- 卡爾·馮·佩班特（英语：Carl von Perbandt）（1832年－1911年）[4]
- 海因里希·彼得森-安格恩（英语：Heinrich Petersen-Angeln）（1850年－1906年）
- 馬克西米利安·彼得羅夫斯基（英语：Maksymilian Piotrowski）（1813年－1875年）
- 愛德華·威廉·伯斯（英语：Eduard Wilhelm Pose）（1812年－1878年）
- 約翰·威廉·普拉雅（英语：Johann Wilhelm Preyer）（1803年－1889年）

### R
- 克里斯特簡·勞德（英语：Kristjan Raud）（1865年－1943年）
- 保羅·勞德（英语：Paul Raud）（1865年－1930年）
- 勞勃·萊尼克（英语：Robert Reinick）（1805年－1852年）
- 阿爾弗雷德·雷特爾（1816年－1859年）
- 卡爾·雷迪奇（英语：Karl Lorenz Rettich）（1841年－1904年）
- 亨利·瑞特（英语：Henry Ritter）（1816年－1853年）
- 狄奧多·羅科爾（英语：Theodor Rocholl）（1854年－1933年）

### S
- 于貝爾·薩倫丁（英语：Hubert Salentin）（1822年－1910年）
- 約翰·威廉·席爾默（英语：Johann Wilhelm Schirmer）（1807年－1863年）
- 尤利烏斯·施拉德（英语：Julius Schrader）（1815年－1900年）
- 阿道夫·施萊爾（英语：Adolf Schreyer）（1828年－1899年）
- 阿道夫·塞爾（英语：Adolf Seel）（1829年－1907年）
- 伊凡·伊凡諾維奇·希施金（1838年－1892年）
- 卡爾·費迪南德·索恩（英语：Karl Ferdinand Sohn）（1805年－1867年）
- 艾佛烈·索恩-雷瑟爾（英语：Alfred Sohn-Rethel）（1875年－1958年）
- 卡利·索恩-雷瑟爾（英语：Karli Sohn-Rethel）（1882年－1966年）
- 伯恩哈德·斯圖德（英语：Bernhard Studer）（1832年－1868年）

### T
- 阿道夫·蒂德曼（英语：Adolph Tidemand）（1814年－1876年）

### U
- 卡爾·迪昂克（英语：Carl d'Unker）（1828年－1866年）
- 雷瑟·尤里（英语：Lesser Ury）（1861年－1931年）

### V
- 弗雷德里克·維津（英语：Frederick Vezin）（1859年－1942年）
- 海因里希·沃格勒（英语：Heinrich Vogeler）（1872年－1942年）

### W
- 艾佛烈·華伯格（英语：Alfred Wahlberg）（1834年－1906年）
- 愛德華·亞瑟·華頓（英语：Edward Arthur Walton）（1860年－1922年）
- 沃辛頓·魏特吉（英语：Worthington Whittredge）（1820年－1910年）
- 卡爾·費迪南德·維馬爾（英语：Charles Wimar）（1828年－1862年）
- 馬丁·埃斯基爾·溫格（英语：Mårten Eskil Winge）（1825年－1896年）
- 理查·卡頓·伍德維爾（英语：Richard Caton Woodville）（1825年－1855年）
- 馬格努斯·馮·萊特（英语：Magnus von Wright）（1805年－1868年）

### Z
- 克萊門斯·馮·齊默爾曼（英语：Clemens von Zimmermann）（1788年－1869年）

## 延伸閱讀
- 浪漫主義